# سکولوم
سکولوم (saeculum) مدت زمانی است که تقریباً برابر با طول عمر بالقوه یک فرد یا به‌طور معادل، تجدید کامل یک جمعیت انسانی است.

## زمینه
در اصل به معنای زمان از لحظه ای که اتفاقی افتاده‌است (مثلاً تأسیس یک شهر) تا زمانی که همه افرادی که در همان لحظه اول زندگی کرده‌اند، مرده‌اند. در آن نقطه یک ساکولوم جدید شروع می‌شود. بر اساس افسانه، خدایان برای هر قوم یا تمدنی تعداد معینی از سکولا را اختصاص داده بودند. به عنوان مثال، به تمدن اتروسکی، ده ساکولا داده شده بود.
در قرن دوم قبل از میلاد، مورخان رومی از سکولوم برای دوره‌بندی وقایع نگاری و پیگیری جنگ‌ها استفاده می‌کردند. در زمان سلطنت امپراتور آگوستوس، رومیان باستان تصمیم گرفتند که یک ساکولوم ۱۱۰ سال باشد. در سال ۱۷ قبل از میلاد، سزار آگوستوس برای اولین بار بازی‌های سکولار را برای جشن گرفتن «پنجمین سکولوم رم» ترتیب داد. هدف آگوستوس پیوند دادن سوکولوم با اقتدار امپراتوری بود.